# 智能眼鏡

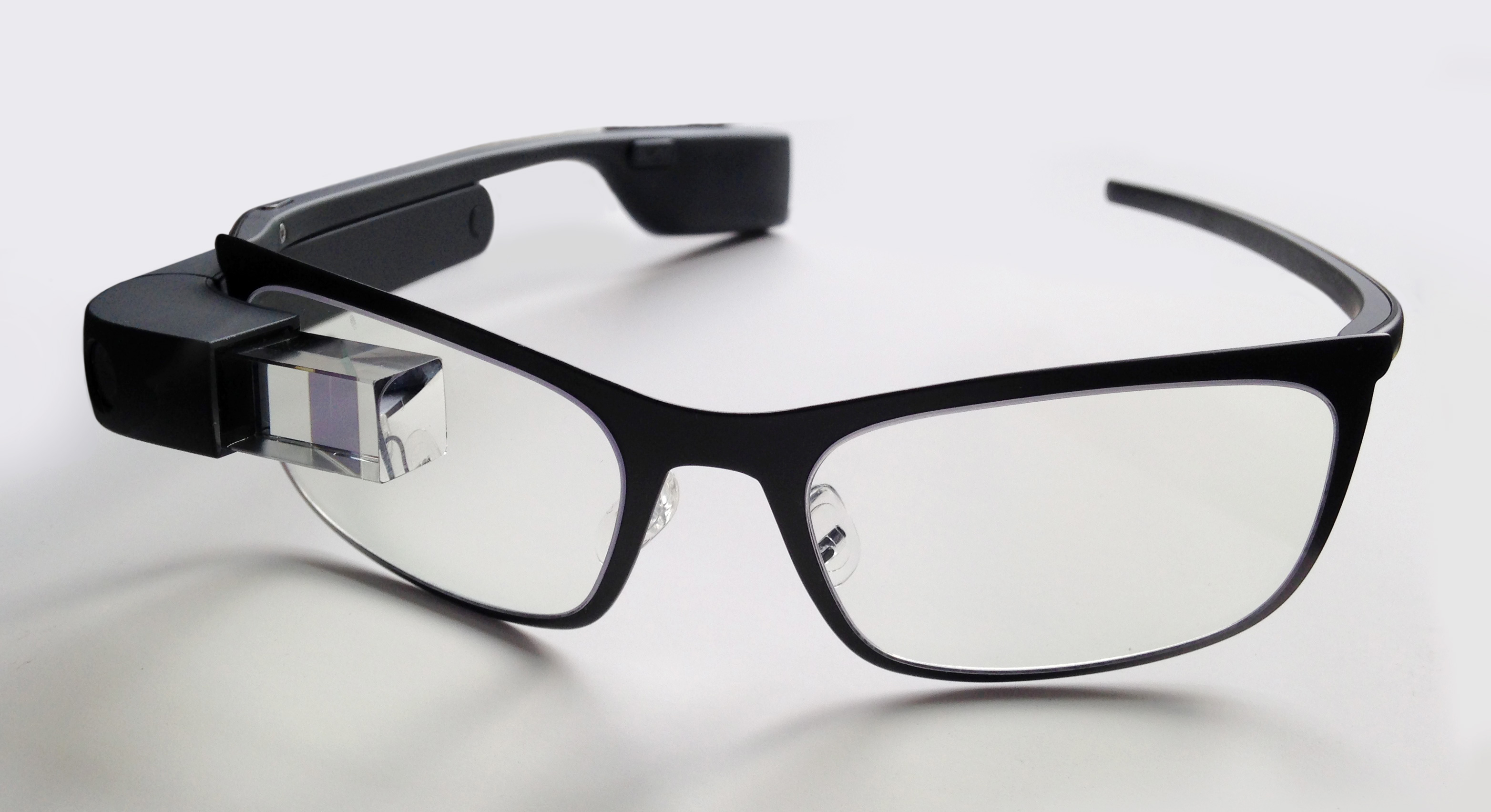
Google眼鏡

智能眼鏡（英語：Smartglasses）是可穿戴式智能產品 的一種。智慧眼鏡依據所使用技術又分為AR（Augmented Reality，擴增實境）智慧眼鏡與VR（Virtual Reality，虛擬實境）智慧眼鏡，是AR、VR技術最重要的商業化產品應用。
第一款量產的智慧眼鏡是Google在2013年所推出的Google眼鏡探索者版本（Google Glass Explorer Edition），其後有不同廠商及新創公司投入此市場並展開募資。
但由於顯示技術、關鍵零組件硬體成本，以及AR、VR相關應用受限於網速等因素，智慧眼鏡與其它智慧型產品相比，發展較緩慢且市場規模仍小。
到5G時代，再加上微型顯示技術、解析度、可視領域（Field of View, FOV）、感測技術持續進步，以及蘋果公司的Apple Vision Pro與Meta Platforms旗下Reality Labs的Oculus等產品相繼推出後，相關市場有所突破。